# 모니카 브로트카
모니카 마리아 브로트카(폴란드어: Monika Maria Brodka, 1987년 2월 7일 ~ )는 폴란드의 가수이다.

## 음반 목록
- Album (2004)
- Moje piosenki (2006)
- Granda (2010)
- Clashes (2016)
- Brut (2021)